# 徳雲寺 (南丹市)
徳雲寺（とくうんじ）は、京都府南丹市園部町小山東町（おやまひがしまち）の塩田谷（しおただに）にある曹洞宗の寺院。山号は塩田山。

## 歴史
至徳2年 (1385年)、当地周辺に勢力を持っていた豪族の荘林氏（しょうばやしし）が、道元の九世の法孫、希曇和尚を開山として創建したと伝わる。
江戸時代には園部藩初代藩主小出吉親の菩提寺となった。その縁から江戸時代の武具が多く残され、寺内には狩野探幽の筆になる歴代藩主絵像も残されている。
2001年（平成13年）には本堂屋根が檜皮葺から銅板葺に葺き替えられた。